# 巴匝利巴
巴匝利巴(梵文：Pacaripa)，印度大乘佛教密宗人士，八十四成就者之一。

## 簡介
巴匝利巴是印度詹巴噶人，因為一貧如洗，所以只能從一位富有的族長那兒，借點麵粉原料，靠著賣麵粉糕餅維生。有一天，整籃糕餅都沒賣出去，巴匝利巴便自己吃掉一半糕餅。這時觀音菩薩化身成和尚向他乞食，巴匝利巴便將另一半的糕餅奉為檀施。和尚接受巴卡利的皈依，並教導巴匝利巴六個種子字的內涵。
巴匝利巴證悟後，族長前來向他索取麵粉原料的錢。巴匝利巴說沒有錢，於是族長就打他。巴匝利巴說：「又不是只有我一個人吃的。」此時有個聲音從牆上傳來，說了同樣的話。族長只好氣憤的說：「你這個小偷，帶著我的糕餅走吧！」之後，巴匝利巴來到了本尊觀音的寺院，觀音將錢讓巴匝利巴還給族長，如此，巴匝利巴淨除了他那微不足道的罪業。之後觀音揭示巴匝利巴不該僅利益自己，要利益大眾，於是他回到勘巴卡弘法利生，之後進入空行淨土。